# Stazione di Sant'Ellero
La stazione di Sant'Ellero si trova sulla linea lenta Firenze-Roma nel tratto fra Pontassieve ed Arezzo ed è situata in un'ampia curva che precede il ponte ferroviario sul fiume Arno, nei pressi dell'omonima frazione divisa tra il Comune di Pelago, dove si trova il fabbricato, e quello di Reggello.
Dista circa 230 metri dal centro abitato a cui è collegata da un percorso pedonale lungo la Strada Regionale 69 (ex SS69).

## Storia
Nel progetto di un collegamento ferroviario verso la montagna fiorentina e Vallombrosa, il 27 novembre 1891, in accordo con la Società delle Meridionali, fu deciso di costruire un'apposita stazione di scambio lungo il tracciato della Firenze-Roma, nei pressi di un'ansa del fiume Arno, a sei km da Pontassieve e due da Rignano. Per questo fu deciso di aggiungere il nome della vicina frazione di Sant'Ellero alla stazione, chiamata pertanto Sant'Ellero-Vallombrosa fino al 1962.
La costruzione della ferrovia inizialmente aveva previsto solo le opere essenziali all'esercizio per l'apertura avvenuta nell'autunno del 1892, tanto che la costruzione dell'edificio del fabbricato viaggiatori e del deposito locomotive avvenne solo nel corso del 1893. Fino al 1924, anno di chiusura della ferrovia a cremagliera, la stazione ha svolto il ruolo di nodo di collegamento tra le due linee, successivamente è diventata luogo di interscambio tra i servizi su gomma dei paesi vicini e l'area fiorentina.

## Caratteristiche
Dispone di due banchine e di due binari posti in una curva in prossimità del ponte sul fiume Arno. La stazione dispone di un sottopassaggio che collega i due binari, permettendo così l'accesso ai viaggiatori con mobilità limitata.
Il binario 1 è dedicato ai treni in direzione Arezzo mentre il 2 a quelli per Firenze. Il fabbricato viaggiatori, che richiama lo stile delle stazioni alpine, dispone di una biglietteria self-service. 

Sul 1º binario è presente una piccola sala d'attesa, in quello che era il corpo dell'antica stazione che faceva anche servizio per la dismessa linea ferroviaria Sant'Ellero-Saltino: il terzo binario di testa, che era dedicato a tale linea, è stato definitivamente dismesso nel 1924 e, ad oggi, non è più visibile.
Gli spazi antistanti il fabbricato viaggiatori ospitano anche un'antenna per la copertura mobile del servizio GSM-R di RFI.

## Movimento
Fa parte del progetto Memorario della Regione Toscana. In quest'ottica fermano i treni regionali del servizio cadenzato, oltre a convogli di rinforzo negli orari pendolari, da e per Firenze, Prato, Pistoia, Montevarchi, Arezzo e Chiusi-C.T.
Dispone di due ampi parcheggi di interscambio ed è capolinea dei servizi Autolinee Toscane che la collegano, tra le varie destinazioni, al capoluogo di Reggello servendo al contempo le frazioni di Donnini e San Donato in Fronzano.

## Servizi
La stazione dispone di:
- Biglietteria self-service
- Sottopassaggio
- Servizi igienici
- Annuncio sonoro arrivo e partenza treni

## Interscambi
- Capolinea Autolinee Toscane
- Parcheggio di scambio

## Galleria d'immagini

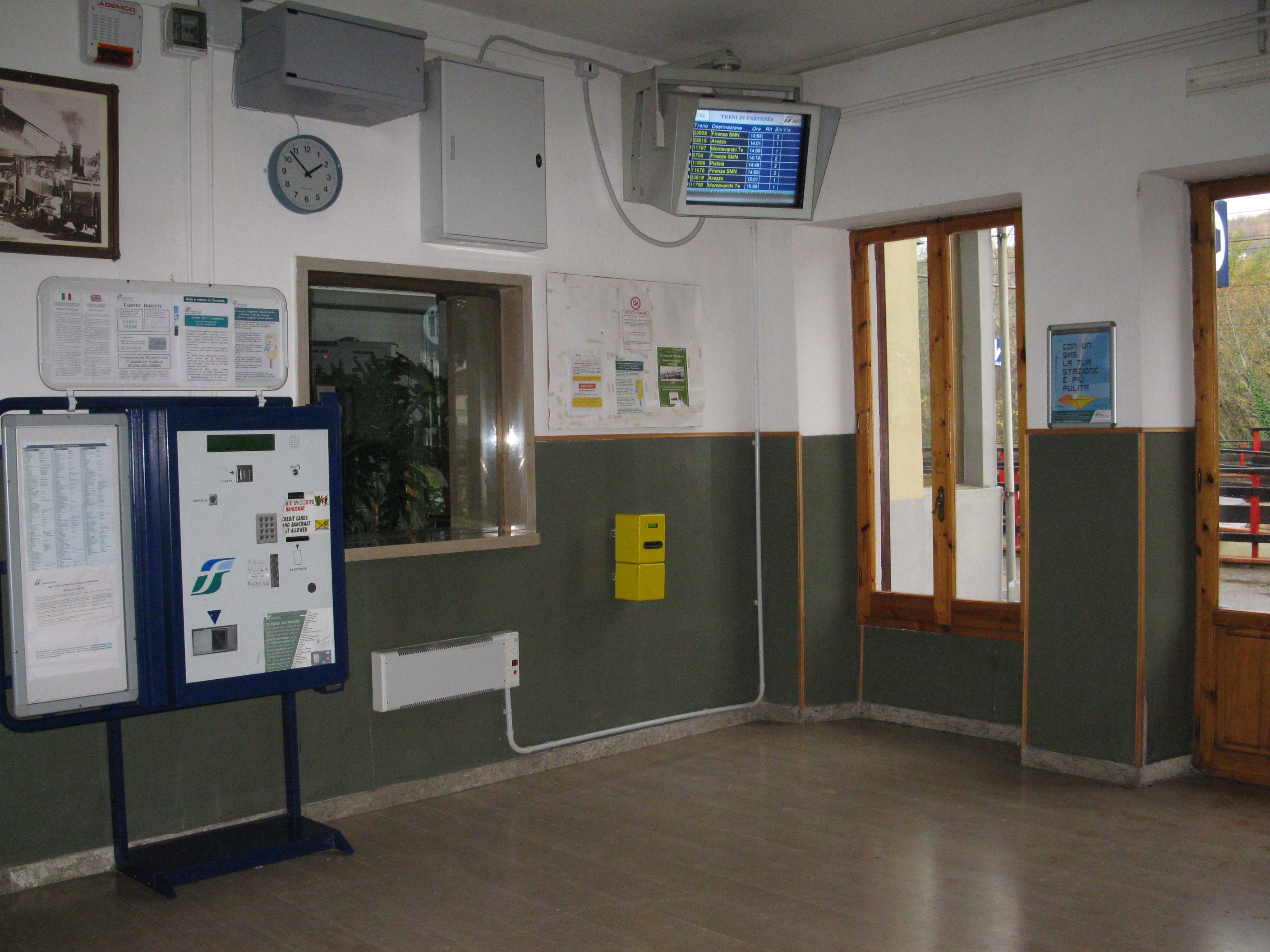
Sala di attesa
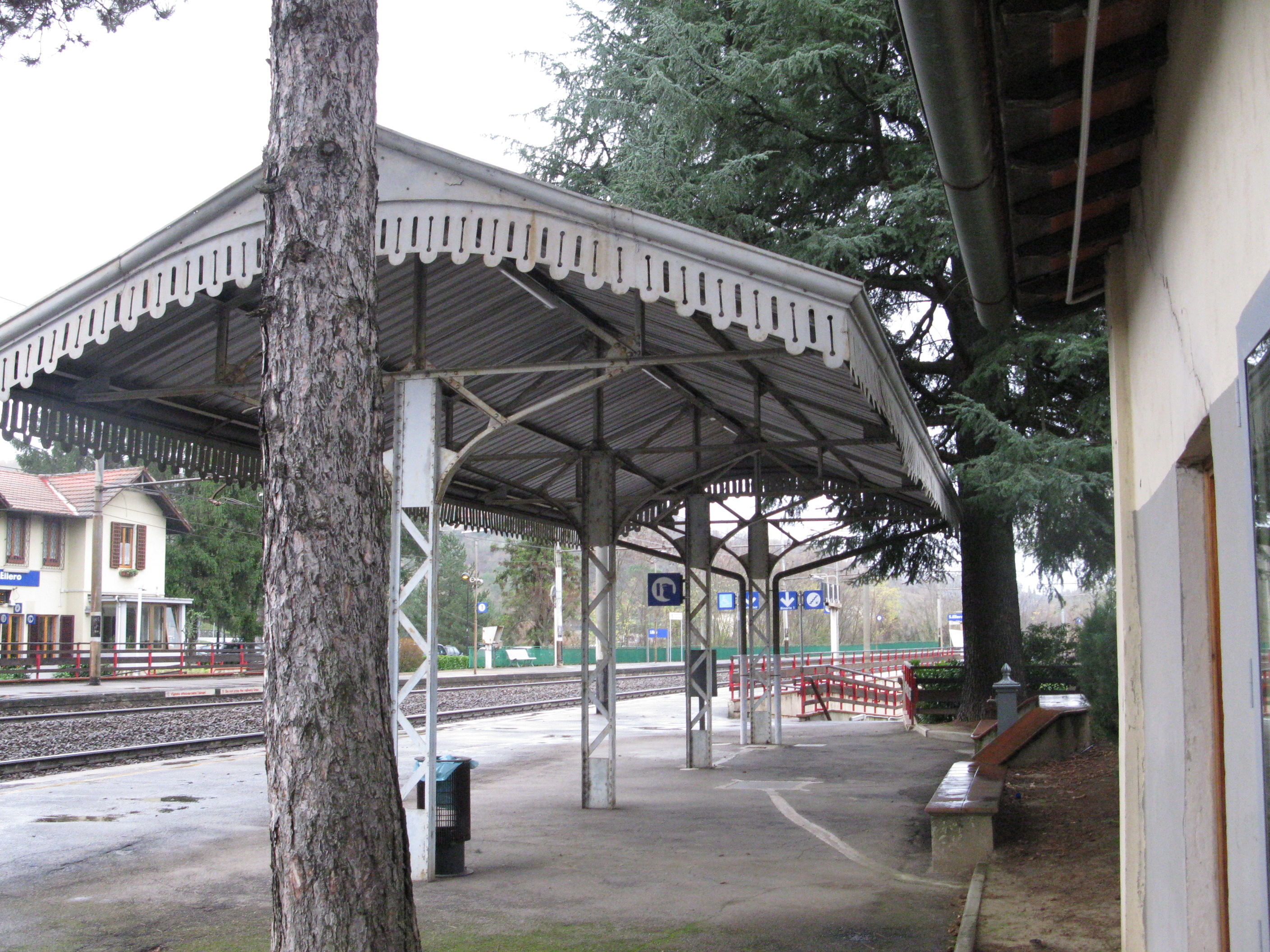
Pensilina binario 2
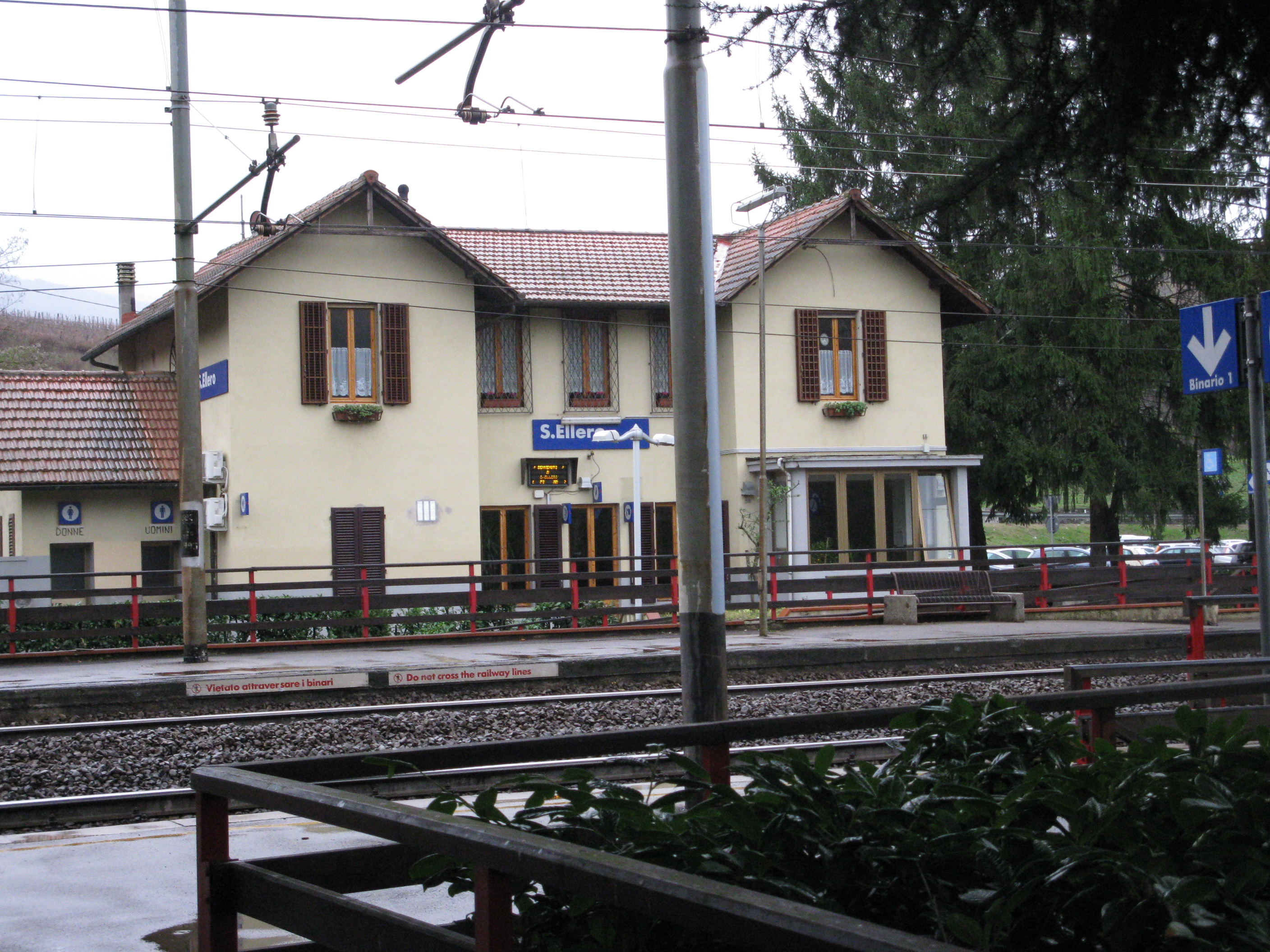
Fabbricato viaggiatori
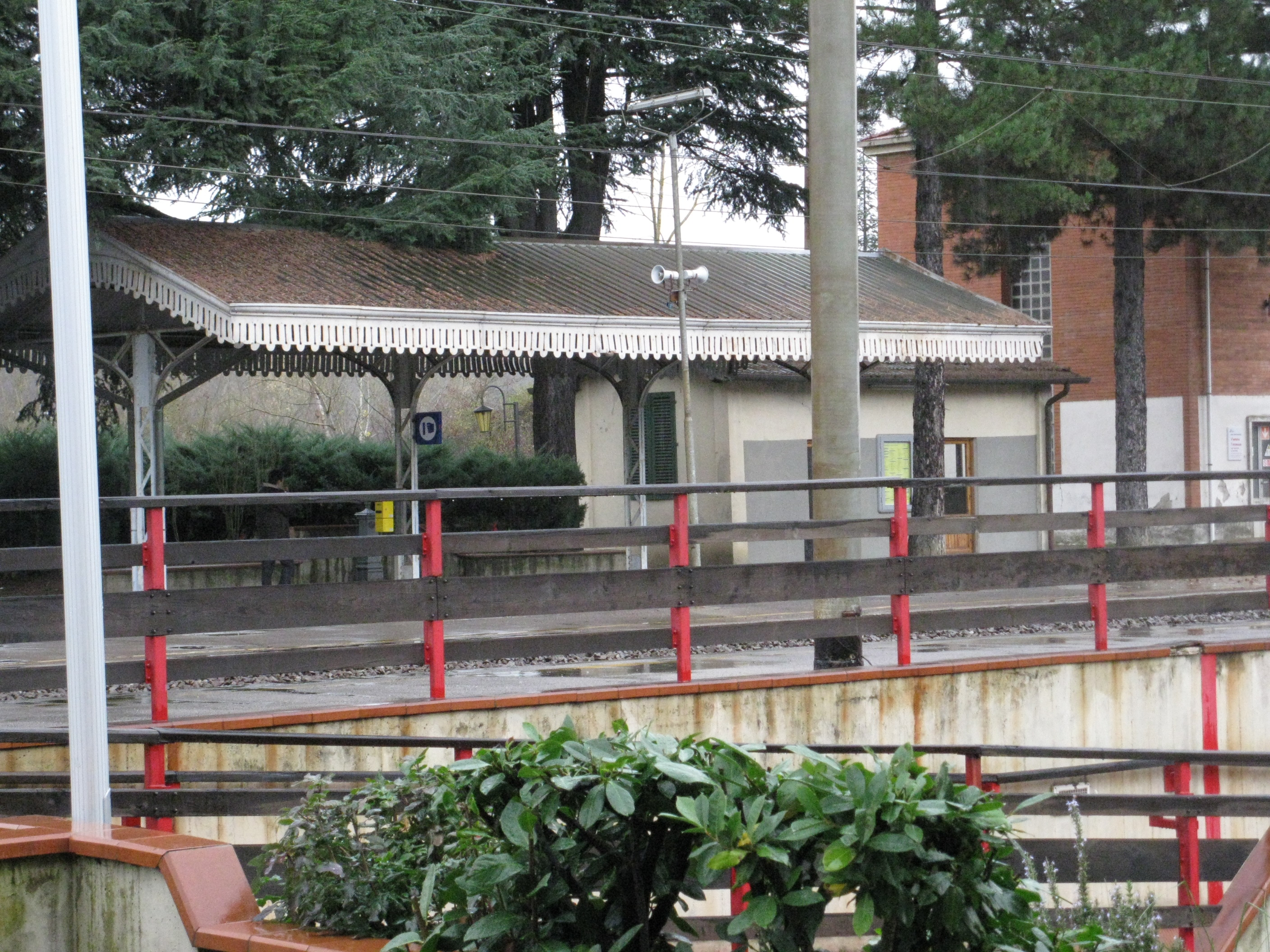
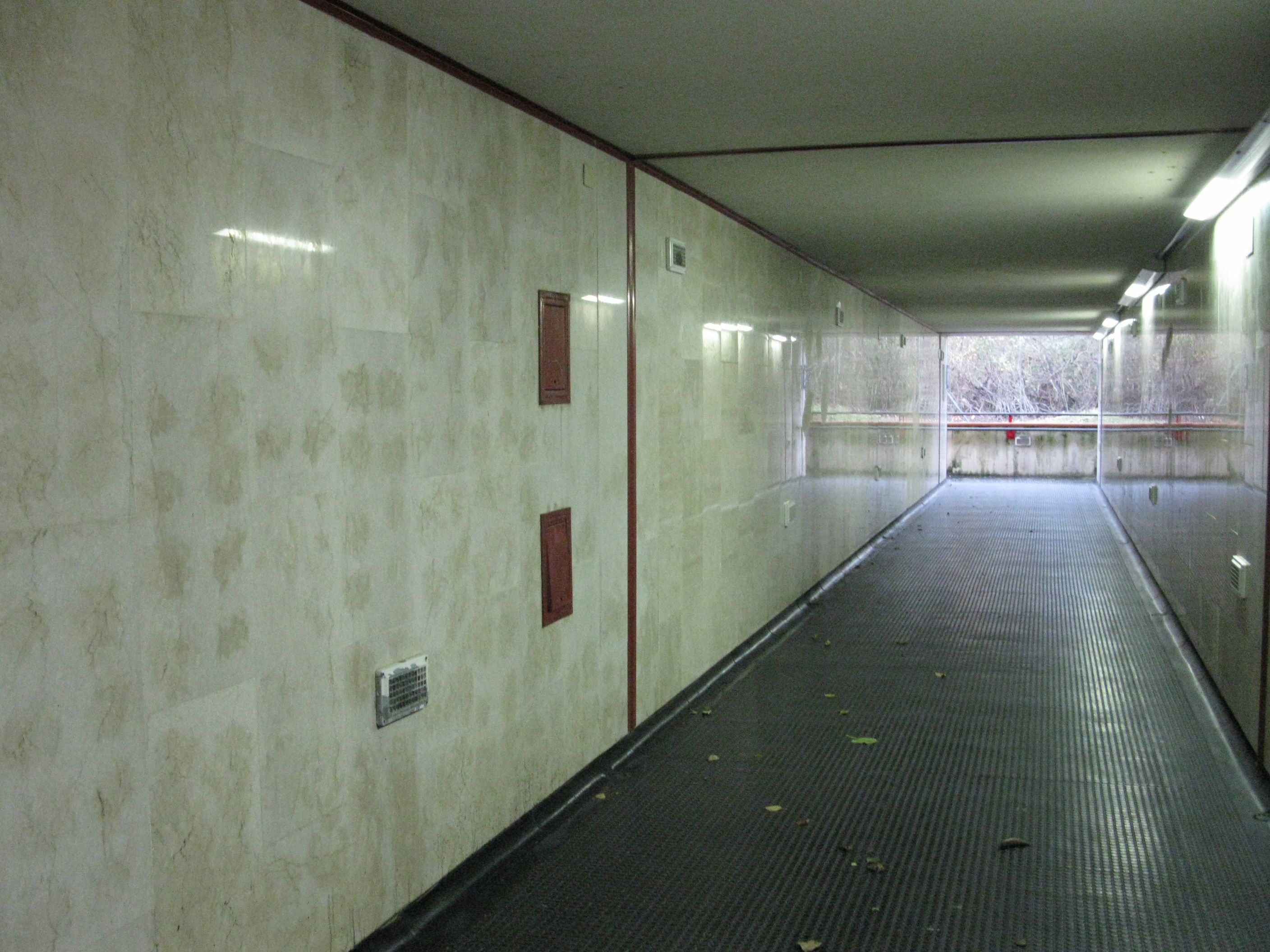
Sottopassaggio